# Bradysia fulvicauda
Bradysia fulvicauda är en tvåvingeart som först beskrevs av Ephraim Porter Felt 1898.  Bradysia fulvicauda ingår i släktet Bradysia och familjen sorgmyggor.
Artens utbredningsområde är New Jersey. Inga underarter finns listade i Catalogue of Life.